# Kurt Elling
 (mai 2025).
Kurt Elling, né le 2 novembre 1967 à Chicago (Illinois), est un chanteur de jazz américain. Il a sorti sept albums sur le prestigieux label Blue Note. Il a chanté et enregistré avec des musiciens aussi divers que Billy Corgan des Smashing Pumpkins, Bob Mintzer des Yellowjackets, Buddy Guy ou Charlie Hunter, pour n'en citer que quelques-uns.
Elling a remporté 3 années de suite le titre de Meilleur chanteur masculin des magazines spécialisés DownBeat et JazzTimes. Il est également le Vice Chairman de la National Academy of Recording Arts and Sciences, l'organisation de 17 000 membres qui produit la cérémonie annuelle des Grammy Awards. Son album de 2007, Nightmoves, qui porte le nom d'une chanson de Michael Franks (reprise sur l'album), est paru sur le label Concord Records et a reçu une nomination aux Grammy Awards dans la catégorie Meilleur album de jazz vocal.

## Discographie
- 1995 - Close Your Eyes (Blue Note)
- 1997 - The Messenger (Blue Note)
- 1998 - This Time it's Love (Blue Note)
- 2000 - Live in Chicago (Blue Note)
- 2000 - Live in Chicago Out Takes (Blue Note)
- 2001 - Flirting with Twilight (Blue Note)
- 2003 - Man in the Air (Blue Note)
- 2007 - Nightmoves (Concord Records)
- 2009 - Dedicated To You: Kurt Elling Sings the Music of Coltrane and Hartman (Concord Records)
- 2011 - The Gate (Concord Records)
- 2012 - 1619 Broadway - The brill building project (Concord Records)
- 2015 - Passion World ([Concord Music])
- 2016 - The Beautiful Day: Kurt Elling Sings Christmas (Okeh)
- 2018 - The Questions (Okeh/Sony music)[1]
- 2020 - Secrets Are the Best Stories (Edition)
- 2021 - Superblue (Edition Records)

### Sources
- Bruno Pfeiffer, « Les questions à mille ans de Kurt Elling », sur 17 mars 2018, Ça va jazzer.